# José Antonio Uribe
José Antonio Uribe Marino (ur. 3 stycznia 1986) – meksykański lekkoatleta, długodystansowiec.
Jego trenerką jest Wanda Panfil.

## Osiągnięcia
| Rok  | Impreza                                          | Miejsce  | Konkurencja          | Lokata       | Wynik    |
| ---- | ------------------------------------------------ | -------- | -------------------- | ------------ | -------- |
| 2002 | Mistrzostwa Ameryki Środkowej i Karaibów kadetów | Mayagüez | bieg na 3000 m       | 1. miejsce   | 8:46,68  |
| 2004 | Mistrzostwa świata w biegach przełajowych        | Bruksela | bieg juniorów (8 km) | 103. miejsce | 28:44    |
| 2011 | Mistrzostwa Ameryki Środkowej i Karaibów         | Mayagüez | bieg na 5000 m       | 1. miejsce   | 14:08,10 |
| 2013 | Mistrzostwa świata                               | Moskwa   | maraton              | –            | DNF      |

Medalista mistrzostw Meksyku.

## Rekordy życiowe
- Bieg na 10 000 metrów – 28:30,80 (2013)
- Bieg maratoński – 2:08:55 (2014)